# Namíbia
Namíbia és un estat de l'Àfrica meridional situat a la costa atlàntica, al nord de Sud-àfrica, al sud d'Angola i Zàmbia i a l'oest de Botswana. Té una extensió de 824.295 km² i una població de 2.533.794 habitants el 2017. La capital és Windhoek (221.000 h).

## Història
Vegeu també: Àfrica Sud-occidental Alemanya (1884-1915) i Àfrica del Sud-oest (1929-1990)
El nom del país prové del desert del Namib. Les terres de Namíbia van ser habitades de temps antics per tribus boiximanes, damara i names, i a partir del segle xiv, per poblacions bantus, arran de l'expansió d'aquest poble per tota l'Àfrica meridional.
La regió de l'actual Namíbia va ser explorada pels portuguesos Diogo Cão el 1485 i Bartolomeu Dias en 1486. Malgrat això, Portugal no en va ocupar mai les costes, i no fou fins al segle xix que una potència europea en reclamà el territori. Així, fou colònia alemanya del 1840 fins a la Primera Guerra Mundial, quan va ser ocupada per tropes de Sud-àfrica.
Sud-àfrica senyorejà la colònia i hi aplicà l'apartheid, a desgrat de les oposicions tant de les Nacions Unides com d'altres països africans, la qual cosa emmenà la Guerra de la frontera de Sud-àfrica fins que un seguit de converses mediadores van poder establir, el 1989 i pel primer cop en la història del país, una assemblea elegida pel sufragi universal, d'on va sortir guanyador el SWAPO, el moviment polític d'alliberament de Namíbia. El 21 de març de 1990 el país va aconseguir oficialment la independència.

## Geografia física

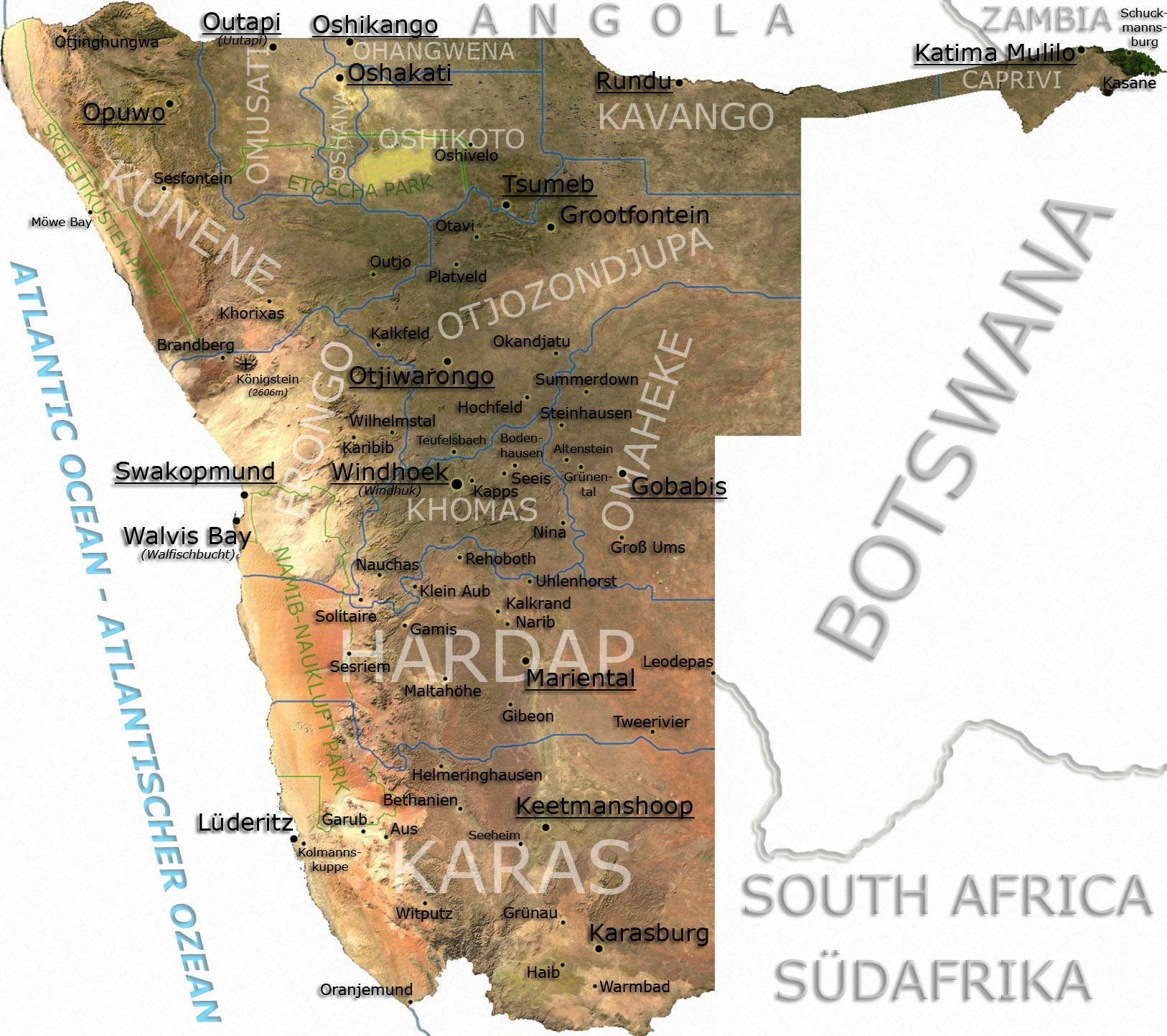
Mapa físic de Namíbia

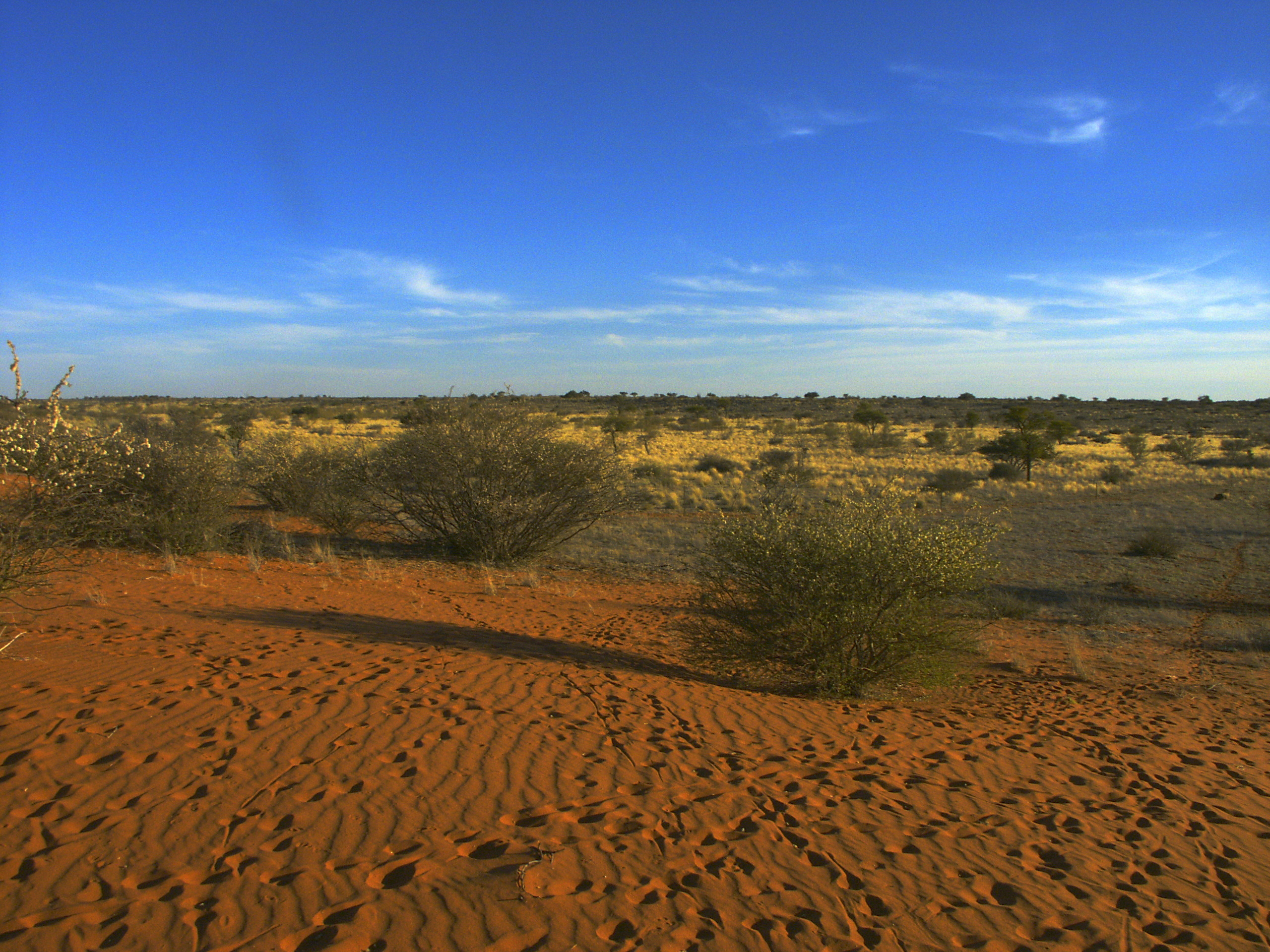
El desert de Kalahari.

El país és travessat pel tròpic i situat quasi completament a la zona àrida. Entre prop de 50 a 160 km cap a l'interior, una llarga cinglera cau paral·lelament a la plana litoral del Namib partint de les terres altes de l'interior (inclinades suaument vers la depressió del Kalahari). De nord a sud, hom distingeix tres zones fisiogràfiques: la zona desèrtica del Namib, que comprèn 15% de la superfície total del país, l'altiplà central i el marge occidental de la depressió del Kalahari. L'altiplà central és situat entre els 1.000 i els 2.000 metres d'altitud, té grans planes ondulades i algunes regions muntanyoses (Moltkeblik 2.848 metres). El nord de l'altiplà és una plana al·luvial drenada per la xarxa endorreica de l'Okavango i per la conca també endorreica del llac sec d'Etosha Pan. El territori és marcat pels dos deserts que el travessen, amb algunes petites unitats de relleu a l'interior:
- El desert de Namib, que dona nom al país, amb una llargada de 1.300 kilòmetres, que forma la plana litoral i ocupa el 15% de la superfície.
- El desert de Kalahari, a l'interior, en la frontera amb Botswana.
- Les muntanyes de Namakwaland, amb el punt culminant del Groot Karasberge (2.202 m)
- Les muntanyes d'Ovamboland, amb la més gran altitud del país, el Brandberg (2.606 m).
- Altiplà Central, amb el Moltkebrick (2.484 m).

Pel que fa a la hidrografia, la zona costanera no supera 50 mm anuals, al nord-est les pluges superen 400 mm, i a la Franja de Caprivi arriben a 600 mm. A causa de l'escassetat i la irregularitat de les precipitacions, a excepció del Kunene i de l'Orange, tots els rius són de règim intermitent. L'aigua del subsòl sorgeix rarament a la superfície i, per tal d'aprofitar-la, ha calgut sovint excavar pous de gran profunditat.
La vegetació és escassa i uniforme, i el Namib n'és quasi exempt. El sector meridional de les terres altes interiors és cobert d'una esclarissada vegetació de sabana àrida. Els sòls són sovint productes de desagregació de les roques subjacents gairebé sense modificació. Els principals rius, situats a la part Nord i pertanyents a la conca del Congo, són el Cubango/Okavango, Chadum, Orange, Swakop i Kunene. No hi ha llacs.

## Política i govern
D'ençà del març del 1990 és una república independent (Republic of Namibia), amb una constitució del 21 de març del 1990 de caràcter presidencialista, pluripartidista i democràtica. El poder legislatiu és en mans d'una Assemblea Nacional de 72 membres i un Consell Nacional de 26 membres (dos per a cada 13 consells regionals).
L'educació es fa en anglès, que és la llengua oficial de Namíbia, però l'afrikaans, si bé és una parla denostada per l'opressió sud-africana, encara és molt parlada, i molts intel·lectuals educats a l'època sud-africana s'hi han educat. Les altres llengües (afrikaans, herero, ovambo i nama) són considerades "llengües nacionals" i són emprades als diaris i a la ràdio.
Els principals partits polítics són:
- SWAPO
- Congrés de Demòcrates
- Democratic Turnhalle Alliance of Namibia
- SWANU

### Divisió administrativa

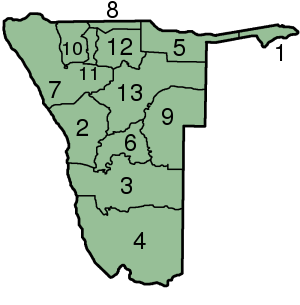
Mapa de Namíbia

Namíbia està dividida en 13 regions:
1. Caprivi
2. Erongo
3. Hardap
4. Karas
5. Kavango
6. Khomas
7. Kunene
8. Ohangwena
9. Omaheke
10. Omusati
11. Oshana
12. Oshikoto
13. Otjozondjupa

## Economia
Tradicionalment, l'economia de Namíbia ha tingut una forta dependència de la mineria, principalment de l'explotació de diamants i urani; tot i que hi ha jaciments menors de coure, estany i plom. La pesca és important, encara que han disminuït les captures a partir dels anys setanta de la dècada del segle xx. En anys recents el turisme s'ha tornat molt més important donada la bellesa natural del país i la interessant fauna nativa, tradicionalment africana, però en un ambient diferent del comunament associat en la sabana africana.
El principal soci de Namíbia és la Unió Europea, amb qui manté una balança comercial favorable.
Namíbia té entre un 30 i un 40% de taxa de desocupació i el 2004 va aprovar una Llei de Treball per protegir a les persones de la possible discriminació en l'ocupació derivada de l'embaràs i la sida. L'economia de Namíbia està fortament vinculada amb la de Sud-àfrica a causa de la història compartida. L'altiplà central serveix com un corredor de transport de les zones més densament poblades al nord de Sud-àfrica, font de les quatre cinquenes parts de les importacions de Namíbia. Namíbia és el quart major exportador de minerals no combustibles de l'Àfrica i el cinquè major productor d'urani del món. S'ha produït una important inversió en la mineria de l'urani i es preveu que Namíbia es converteixi en el major exportador d'urani cap a l'any 2015. Namíbia també produeix grans quantitats de plom, zinc, estany, plata, i tungstè. Al voltant de la meitat de la població depèn de l'agricultura (principalment agricultura de subsistència) per al seu suport, però encara ha d'importar alguns dels seus aliments. Namíbia té una de les taxes més altes de desigualtat d'ingressos del món, degut en part al fet que hi ha una economia urbana i una rural. S'ha aconseguit un acord sobre la privatització d'unes quantes empreses més en els pròxims anys, amb l'esperança que s'estimuli la inversió estrangera. Una de les àrees de creixement més ràpid del desenvolupament econòmic a Namíbia és el creixement de la conservació de la vida silvestre.

## Demografia
Malgrat la poca població (2.533.794 habitants), Namíbia compta molts grups ètnics diferents. El grup més nombrós és el dels ovambos, que han controlat políticament al país. Altres grups són els hereros, himbas, san o nama, baster, alemanys, mestíssos i afrikaners entre d'altres. Es calcula que la població blanca representa el 6% del total, i una xifra semblant la població mestissa (6,5%).
A causa de la SIDA, l'esperança de vida s'ha reduït dràsticament en els darrers anys. Actualment cada namibi viu una mitjana de tan sols 43 anys. Es calcula que 21,3% de la població està infectada amb el virus del VIH.
La mitjana de fills per dona és de 2,94 (una de les taxes més baixes de l'Àfrica). El 84% de la població està alfabetitzada.
Les principals ètnies del país són:
- Ovambo 49,75%
- Okavango 9,30%
- Hereros 7,54%
- Damara 7,54%
- Blancs, 6,39%, dels quals el 70% són afrikaners vinguts de Sud-àfrica i el 22% són alemanys.
- Nama 4,82%
- Mestissos 4,07%
- Tribus de Caprivi Oriental 3,70%
- Boiximans 2,86%
- Basters de Rehoboth 2,47%
- Tswana 0,56%

### Religió
La religió principal és el cristianisme, encapçalada en primer lloc pel luteranisme i seguida del catolicisme. Segons el govern, el nombre de persones que practiquen l'islam a Namíbia és de cap a 70.000, és a dir, 3% de la població. Una gran part dels estrangers residents al país conformen el grup principal de la comunitat musulmana del país.
L'evangelització va començar a Namíbia quatre segles després que el navegant portuguès Diogo Cão portés la primera creu cristiana a Cap Cross el 1484. Més del 60% dels cristians són protestants luterans, una situació deguda en gran part al llegat de la colonització alemanya i de l'evangelització liderada per la Societat de la missió del Rin, però també fruit dels esforços dels missioners finlandesos establerts al nord de Namíbia, que van donar lloc a l'Església Evangèlica Luterana a Namíbia.
La Convenció baptista de Namíbia es va fundar oficialment el 1984. L'any 2016 tenia 45 esglésies i 8.849 membres.
Els animistes serien entre el 5 i el 10% de la població de Namíbia. També hi ha musulmans, una minoria molt reduïda, que sovint provenen de la comunitat índia, i que es concentren tots als grans nuclis urbans, igual que els hindús, que també provenen de la comunitat índia.

### Idiomes
La llengua més parlada és l'oshiwambo: un 48 % dels parlants de Namíbia el tenen com a llengua materna. La llengua khoikhoi ocupa el segon lloc amb un 11 % de parlants, igual que la llengua afrikaans parlada per l'11 % de la població. També, el 30% dels namíbis tindrien nocions d'afrikaans o parlarien aquesta llengua. La llengua kwangali és parlada per un 10 % de la població.
Tot i que l'anglès és l'idioma oficial, el parla menys de l'1% de la població com a llengua materna, i el 7% entre la població blanca, però sovint es parla malament, malgrat l'escolarització obligatòria (que, tanmateix, és recent). La llengua alemanya també és present al territori; el parlen especialment els descendents de colons germànics (unes 30.000 personnes), els immigrants de parla alemanya i també és parlat com a segona llengua per 45.000 namibis, especialment a la regió de Swakopmund, Windhoek i a la regió de Caprivi. El küchendeutsch és una barreja d'alemany parlat per unes 15.000 persones. La presència del portuguès al sòl de Namíbia s'explica per la proximitat del país a Angola. Es diu que el portuguès és parlat per uns 15.000 namibis, especialment a la Franja de Caprivi i al llarg de la frontera amb Angola.
Namíbia és un país molt heterogeni lingüísticament. Efectivament, a més d'aquestes llengües d'herència europea, hi conviuen vuit llengües i més d'una vintena de dialectes principals (silozi, otjihero, setswana, damara-nama, oshiwambo, etc.).

## Cultura i lleure

### Literatura
Es poden reconèixer dos tipus d'expressions de la literatura namibiana. En primer lloc la tradició oral que relata contes i llegendes dels diferents grups ètnics i, en segon terme, la literatura d'autors d'origen europeu, majoritàriament en llengua alemanya, que normalment relaten les seves experiències. El clàssic namibià d'aquest segon tipus és "The sheltering desert", un diari de dos alemanys que eludeixen les forces britàniques durant la Segona Guerra Mundial i van a viure al desert.

### Esports
L'esport més popular de Namíbia és el futbol. El rugbi i el criquet també són populars. Namíbia va participar en la Copa del món de rugbi en els anys 1999, 2003 i 2007. El país també va participar el 2003 a la Campionat del Món de Criquet.
Els atletes que van participar en els Jocs Olímpics de Beijing 2008 són: Gaby Diana Ahrens (tir), Johannes Frederick Heymans i Erik Hoffmann (ciclisme), Julius Munyelele Indongo i Japhet Uutoni (boxa),Helalia Johannes, Mujandjae Kasuto Boxing, Stephan Louw, Beata Naigambo i Agnes Samaria (atletisme).